# 合江亭街道
合江亭街道，是中华人民共和国四川省成都市锦江区曾经下辖的一个街道。
2019年12月25日，成都市人民政府批复同意撤销合江亭街道、水井坊街道，设立锦官驿街道。

## 行政区划
合江亭街道下辖以下地区：
大慈寺路社区、东升街社区和合江亭社区。